# Académie de théâtre et de danse
L'Académie de théâtre et de danse (Academie voor Theater en Dans), connue sous le nom de Theaterschool jusqu'en septembre 2016, est une faculté de la Amsterdamse Hogeschool voor de Kunsten (nl) (Haute École des arts d'Amsterdam) située au no 3 de la Jodenbreestraat (Grande Rue Juive), à côté du musée de la maison de Rembrandt. L'école propose 12 bachelors et 3 masters en danse et en théâtre.
L'Académie de théâtre et de danse a été créée en 2001 à partir d'une fusion entre l'Amsterdamse Toneelschool (fondée en 1874) et l'Akademie voor Kleinkunst (fondée en 1960) et fait partie de la Theaterschool.

## Anciens élèves
- Willy Corsari
- Ton Lutz (nl)
- Ank van der Moer
- Ramses Shaffy
- Joop Admiraal (nl)
- Willem Nijholt
- Peter Oosthoek
- Rutger Hauer
- Jan Joris Lamers (nl)
- Aus Greidanus sr. (nl)
- Arjan Ederveen (nl)
- Kees Prins
- Lineke Rijxman
- Karin Bloemen (nl)
- Esmée de La Bretonière
- Tosca Niterink (nl)
- Maya Hakvoort (en)
- Simone Kleinsma
- Theo Nijland (nl)
- Tjitske Reidinga
- Thekla Reuten
- Acda en De Munnik
- De Vliegende Panters (nl)
- Ellen ten Damme
- Plien en Bianca (nl)
- Frank Lammers
- Alex Klaasen
- Carice van Houten
- Karina Smulders
- Wende Snijders
- Nynke Laverman (en)
- Droog Brood (nl)
- Ashton Brothers (nl)
- Sanne den Hartogh (nl)
- Bracha van Doesburgh
- Katja Herbers
- Daniël Samkalden (nl)
- Annick Boer
- Jeroen van Koningsbrugge
- Hans van Tongeren
- Britte Lagcher